# Lukáš Kalvach
Lukáš Kalvach (* 19. července 1995 Olomouc) je český profesionální fotbalista, který hraje na pozici defenzivního záložníka za katarský klub Qatar SC. Mezi lety 2019 a 2024 odehrál také 5 utkání v dresu české reprezentace, v nichž vstřelil 1 branku.
V roce 2022 vyhrál s Plzní českou nejvyšší soutěž.

## Klubová kariéra

### Sigma Olomouc
Kalvach je odchovanec Sigmy Olomouc. Mládežnický reprezentant si odbyl svůj debut v druholigovém B-týmu 1. srpna 2015, když odehrál celé utkání proti Třinci. 20. září vstřelil svou první branku, a to při výhře 1:0 nad Frýdkem-Místkem. V sezoně 2015/16 odehrál 26 utkání ve Fotbalové národní lize, ve kterých dvakrát skóroval a přidal dvě asistence, sestupu do MSFL však zabránit nedokázal.

#### Táborsko (hostování)
V létě 2016 odešel na roční hostování do druholigového Táborska. Svůj debut si odbyl 30. července, kdy nastoupil do závěru utkání prvního kola českého poháru proti Kladnu. V sezoně 2016/17 se stal stabilním členem základní sestavě Táborska, odehrál 27 soutěžních utkání.

#### Návrat do Sigmy
Před začátkem sezóny 2017/18 se propracoval do A-týmu olomoucké Sigmy. Svůj debut v české nejvyšší soutěži si odbyl 30. července 2017, kdy odehrál celé utkání proti Mladé Boleslavi. Kalvach se ihned stal stabilním členem základní sestavy. V srpnu 2017 prodloužil svou smlouvu se Sigmou Olomouc na další dva roky. 20. září vstřelil svou první branku v dresu A-týmu, a to při výhře 8:0 nad Sokolem Živanice ve třetím kole českého poháru. 21. dubna 2018 byl v utkání proti Baníku Ostrava po obdržení dvou žlutých karet vyloučen. Dohromady v sezoně 2017/18 do 30 soutěžních utkání, v nichž vstřelil 1 branku a přidal 2 asistence, pomohl tak Olomouci ke konečné čtvrté příčce v lize. V létě 2018 byl spojován s přestupem do Viktorie Plzeň, rozhodl se ale pokračovat v olomouckém klubu.
Dne 9. srpna 2018 si odbyl svůj debut v pohárové Evropě, a to při výhře 2:0 nad Kajratem Almaty ve třetím předkole Evropské ligy. S Olomoucí se dostal až do čtvrtého předkola, kde však Sigma nestačila na španělskou Sevillu. 2. března 2019 vstřelil své první dvě branky v české nejvyšší soutěži, a to při výhře 4:0 nad Duklou Praha. V sezoně 2018/19 nastoupil Kalvach do 37 soutěžních utkání, vstřelil 2 branky a přidal 2 asistence, několikrát v sezoně nastoupil také na pozici středního obránce.

### Viktoria Plzeň
Dne 16. května 2019 Kalvach přestoupil do Viktorie Plzeň, s klubem podepsal tříletou smlouvu. Svůj debut si odbyl 13. července, kdy odehrál celé utkání proti olomoucké Sigmě. Z úvodního kola si odnesl zlomeninu nosu, kterou utrpěl po faulu od olomouckého útočníka Jakuba Yunise. Kalvach se ihned stal stabilním členem základní sestavy trenéra Pavla Vrby. S Plzní si zahrál také předkole Ligy mistrů a Evropské ligy, do skupinové fáze ale plzeňský celek postoupit nedokázal. 18. srpna vstřelil Kalvach svou první ligovou branku v dresu Plzně, a to z přímého kopu při remíze 1:1 s Teplicemi. V září 2019 byl poprvé povolán do české reprezentace. 16. září dalším gólem přispěl k výhře 3:2 nad Jabloncem. V únoru 2020 prodloužil Kalvach svou smlouvu s Plzní do roku 2023. Ve své první sezoně v dresu Plzně odehrál dohromady 40 soutěžních utkání a s bilancí 5 branek a 5 asistencí pomohl klubu ke konečné druhé příčce.
Kalvach o své místo v základní sestavě Plzně nepřišel ani v sezoně 2020/21 pod trenéry Adriánem Guľou a následně Michalem Bílkem. S Plzní se mu opět nepodařilo postoupit skrze předkola do základní skupiny Ligy mistrů nebo Evropské ligy. V lednu 2021 byl spojován s přestupem do CSKA Moskava či Dynama Moskva. Dne 10. února 2021 přispěl gólem k výhře 7:0 nad FK Přepeře ve třetím kole českého poháru. S Plzní došel až do finále, kde však plzeňský celek podlehl pražské Slavii 0:1. Dohromady v sezoně 2020/21 nastoupil do 41 soutěžních utkání, vstřelil 3 branky a 4 asistence.
Kalvach přišel kvůli zranění kotníku o začátek sezony 2021/22. Na hřiště se vrátil až 18. září, kdy se objevil v základní sestavě osmého kola české nejvyšší soutěže proti Českým Budějovicím. Po svém návratu se opět zabydlel v základní sestavě a stal se klíčovým hráčem trenéra Michala Bílka. V průběhu sezony odehrál 28 soutěžních utkání a sedmi asistencemi pomohl Plzni k zisku mistrovského titulu.
V sezoně 2022/23 se Kalvachovi podařilo s Plzní postoupit přes tři soupeře v předkolech až do základní skupiny Ligy mistrů, kde nastoupil do všech šesti utkání v základní sestavě. 18. září gólem přispěl k výhře 3:0 nad pražskou Slavií a 22. října skóroval také při výhře 3:1 s Baníkem Ostrava. V říjnu 2022 prodloužil Kalvach svou smlouvu s Viktorií až do léta 2025. V únoru 2023 si obnovil zranění kotníku a byl měsíc mimo hru. Dohromady v sezoně nastoupil do 41 utkání, vstřelil 2 branky a přidal 8 asistencí, Plzeň několikrát vedl jako kapitán.
V létě 2023 postoupil Kalvach s Plzní do základní skupiny Konferenční ligy, k postupu přispěl i jednou brankou v utkání čtvrtého předkola proti Tobolu Kostanaj. 21. září vstřelil Kalvach jedinou branku utkání základní skupiny proti KF Ballkani. O tři dny později rozhodl gólem a dvěma asistencemi o ligové výhře 6:2 nad Pardubicemi. Jako kapitán dovedl Plzeň k šesti výhrám v základní skupině a k postupu do jarní vyřazovací fáze, ve které Plzeň došla až do čtvrtfinále, kde nestačila na italskou Fiorentinu. S Plzní došel také až do finále MOL Cupu, ve kterém Plzeň prohrála 1:2 pražské Spartě. Dne 17. února 2024 odehrál svůj 200. ligový zápas v kariéře a svým výkonem pomohl k výhře 2:0 nad Bohemians 1905. Při absencích Lukáše Hejdy vedl Plzeň mnohokrát jako kapitán. Dohromady v sezoně odehrál 54 soutěžních utkání, vstřelil 4 branky a přidal 10 asistencí.
V červenci 2025 se Kalvach při dlouhodobé absenci Lukáše Hejdy stal novým plzeňským kapitánem. Plzeň dovedl přes dvě kvalifikační předkola do ligové fáze Evropské ligy, ze které dokázala postoupit až do vyřazovací fáze. 6. března 2025 asistoval při prohře 1:2 s Laziem Řím v osmifinále. V květnu 2025 oznámil, že v po sezoně Viktorii Plzeň po šesti letech opustí jako volný hráč po vypršení své smlouvy. Dohromady v sezoně 2024/25 nastoupil do 52 soutěžních zápasů, vstřelil 5 branek a přidal 14 asistencí a dovedl Plzeň ke konečné druhé příčce.
Během šesti let odehrál v dresu Viktorie Plzeň 256 utkání, ve kterých zaznamenal bilanci 19 branek a 48 asistencí. V létě 2025 byl spojován s přesunem do Slovanu Bratislava, MLS či Turecka.

### Qatar SC
Dne 18. června 2025 Kalvach odešel do katarského klubu Qatar SC. Stal se tak vůbec prvním českým hráčem, který si zahrál katarskou nejvyšší soutěž.

## Reprezentační kariéra
Kalvach reprezentoval Českou republiku na úrovních do 19 let a do 20 let. V dresu českých mládežnických reprezentací odehrál dohromady 16 utkání.
Dne 2. září 2019 obdržel svou první pozvánku do seniorské reprezentace. Debutoval 14. října 2019 v přátelském utkání proti Severnímu Irsku. Objevil se v základní sestavě a byl o poločase vystřídán Vladimírem Daridou, když Česká reprezentace prohrávala 0:3.
V květnu 2021 byl oznámen jako jedna ze čtyř možností na dodatečnou nominaci na nadcházející EURO, kdyby Ondřej Kúdela neuspěl s odvoláním proti desetizápasovému trestu od UEFA za údajnou rasistickou urážku. Toto volné místo ale nakonec zaplnil Michal Sadílek.
V roce 2022 nastoupil do několika utkání v české reprezentaci, pevné místo v kádru si ale nevybojoval.
Dne 7. září 2024 vstřelil svůj první reprezentační gól, a to při prohře 1:4 na půdě Gruzie.
Dohromady v dresu české reprezentace odehrál mezi lety 2019 a 2024 pět utkání, v nichž vstřelil jednu branku. 

## Statistiky

### Klubové
K 6. březnu 2021
| Klub             | Sezóna  | Liga                 | Liga   | Liga | Pohár  | Pohár | Evropské poháry | Evropské poháry | Ostatní | Ostatní | Celkem | Celkem |
| Klub             | Sezóna  | Liga                 | Zápasy | Góly | Zápasy | Góly  | Zápasy          | Góly            | Zápasy  | Góly    | Zápasy | Góly   |
| ---------------- | ------- | -------------------- | ------ | ---- | ------ | ----- | --------------- | --------------- | ------- | ------- | ------ | ------ |
| Sigma Olomouc B  | 2015/16 | Fortuna:Národní liga | 26     | 2    | –      | –     | –               | –               | –       | –       | 26     | 2      |
| Táborsko (host.) | 2016/17 | Fortuna:Národní liga | 23     | 0    | 3      | 0     | –               | –               | –       | –       | 26     | 0      |
| Sigma Olomouc    | 2017/18 | Fortuna:Liga         | 29     | 0    | 1      | 1     | –               | –               | –       | –       | 30     | 1      |
| Sigma Olomouc    | 2018/19 | Fortuna:Liga         | 30     | 2    | 3      | 0     | 4               | 0               | –       | –       | 37     | 2      |
| Sigma Olomouc    | Celkem  | Celkem               | 59     | 2    | 4      | 1     | 4               | 0               | –       | –       | 67     | 3      |
| Viktoria Plzeň   | 2019/20 | Fortuna:Liga         | 33     | 5    | 3      | 0     | 4               | 0               | –       | –       | 40     | 5      |
| Viktoria Plzeň   | 2020/21 | Fortuna:Liga         | 21     | 0    | 2      | 1     | 3               | 0               | –       | –       | 26     | 1      |
| Viktoria Plzeň   | Celkem  | Celkem               | 54     | 5    | 5      | 1     | 7               | 0               | –       | –       | 66     | 6      |
| Celkem           | Celkem  | Celkem               | 162    | 9    | 12     | 2     | 11              | 0               | –       | –       | 185    | 11     |

### Reprezentační
| Česko  | Česko  | Česko |
| Rok    | Zápasy | Góly  |
| ------ | ------ | ----- |
| 2019   | 1      | 0     |
| 2022   | 3      | 0     |
| 2024   | 1      | 1     |
| Celkem | 5      | 1     |

## Osobní život
Kalvach je vnukem Jiřího Víta, bývalého českého fotbalového brankáře.